# Milorad Petrović
Milorad Petrović (Servisch: Милорад Петровић) (Sumrakovac bij Boljevac, 18 april 1882 – Belgrado, 12 juni 1981) was een Joegoslavisch generaal die vocht in de Tweede Wereldoorlog.
Hij voerde het bevel over de 1e legergroep van het koninklijk Joegoslavisch leger tijdens de Duitse invasie van april 1941.
Tot zijn legergroep behoorden het 4e leger van generaal Petar Nedeljković die de grens het Hongarije verdedigde achter de Drava tussen Varaždin en Slatina en het 7e leger van generaal Dušan Trifunović die de noordwestelijke grens met Italië en Duitsland verdedigde. Petrović lag zelf ten zuiden van Zagreb.